# Lič
Lič je selo u Gorskom kotaru smješteno u Ličkom polju, nedaleko od planine Viševice i umjetnog jezera Bajer. 
Lič su osnovale 49 obitelji Bunjevaca Krmpoćana 1605-1606 godine koje su pripadale skupinama Krmpotića, Sladovića i Vojnića, i uz dozvolu grofova Zrinskih podno brda Gradina uz Ličko polje, podigli sebi selo. Između 1608. i 1614. selo se počelo iseljavat natrag prema moru, da bi se ponovno naselilo novim bunjevačkim stanovništvom koje 1627. dolazi iz područja senjskog zaleđa. U drugoj seobi dođoše Deranje, Blaževići, Prpići, Tomići, Tomljanovići, Jovanovići, Pilipovići, Blaževići, Marasi, Krpani, Pavličevići, Pavelići (koji su uskoro opet otišli), Peričići, Šojati, Vukelići, Radoševići i Starčevići. Radoševići i Starčevići su i danas tamo najbrojnije stanovništvo, koje pretežno živi od poljoprivrede (krumpir). Jedina se obitelj Budiselić, iz prve seobe Bunjevaca, 1604-5 godine očuvala do danas u Liču, dok su svi ostali došli drugom seobom 1627.
Godine 1733. navodno se u polju pokraj sela ukazala Blažena Djevica Marija u snijegu te je na tom mjestu podignuta malena kapelica.
U blizini se nalazi maleno jezerce Potkoš namijenjeno uzgoju riblje mlađi.

## O naseljavanju prvih stanovnika Liča
O seobi prvih stanovnika u Lič 1604-5 godine navode se Bunjevci iz skupine:
A) Krmpoćana: Batinović, Mihovilović, Šimunović, Skorupović (Tomo, Ivan, Milašin), Petrović, Marković, Mikulić, Burulović, Oporković, Butorčić, Miletić, Malovridnjak, Budiselić, Kriljvica, Pećanić, Leršić, Dragovanić, Vukoslavić, Kovač, Hromac, Matijević, Kmjac, Cvitić i Božić. Knez njihov Domijan Petrović i njegov sinovac Tadija imali su i prezime Krmpotić. 
B) Bunjevci iz skupine Vojnića: Vojnići, Milinkovići, Galešići, Matijevići, Petkovići, Vojnovići, Gadelići, Pavličići, Jurjevići i Stojevići (Stojčevići?)
C) Bunjevci iz skupine gvozdenovih ljudi: Gvozdenovi ljudi nazvani su po njihovom knezu Gvozdenu Sladojeviću. Među njima su sljedeća prezimena: Sladović, Balinović, Mikulić, Karanović, Volovac, Ilinić, Lovrić, Vilenica, Brešković, Veljanić, Burolić, Mihovilović i Martinović.

## Stanovništvo
| broj stanovnika | 996   | 918   | 964   | 971   | 1016  | 1014  | 908   | 886   | 743   | 767   | 763   | 648   | 532   | 470   | 379   | 504   | 446   |
|                 | 1857. | 1869. | 1880. | 1890. | 1900. | 1910. | 1921. | 1931. | 1948. | 1953. | 1961. | 1971. | 1981. | 1991. | 2001. | 2011. | 2021. |

## Galerija
- središte Liča, srpanj 2017.
- Lič, pogled prema središtu sela iz pravca vikend-naselja
- Svetište Blažene Djevice Marije Snježne, kapelica
- Svetište Blažene Djevice Marije Snježne
- Svetište Blažene Djevice Marije Snježne